# Али Лариджани
Али Ардешир Лариджани (на персийски: ‏على اردشیر لاریجانی‎) е ирански политик и председател на иранския парламент (майлис-е шора-йе есламии). Бил е главен преговарящ на Иран по ядрените въпроси с международната общност.

## Биография
Али Лариджани е син на Аятолах Хашем-Амоли и член на влиятелно семейство. Неговите братя са Садег Лариджани, който е председател на иранското правосъдие от 2009; Мохамад-Джавад Лариджани, директор на института за теоретична физика и математика в Техеран; Багхер Лариджани, директор на Университета за медицински науки в Техеран (Tehran University of Medical Sciences), и Фазел Лариджани, културно аташе на Иран в Отава, Канада. Али Лариджани е женен за Фариде, дъщеря на Аятолах Мортеза Мотахари.